# Митчелл, Мария
Мария Митчелл (англ. Maria Mitchell; 1818—1889) — американский астроном, открывшая в 1847 году, с использованием телескопа, комету, ставшую известной как «комета мисс Митчелл». Получила золотую медаль за это открытие; приз вручал король Фредерик VII Датский. Медаль гласит «Не зря же мы смотрим на восход и заход звёзд». Митчелл была первой американкой, работавшей профессиональным астрономом.
Одна из десяти детей, она изначально относилась к квакерам, но позже приняла унитаризм.

## Биография
Мария родилась 1 августа 1818 года Нантакете, и была первой четвероюродной сестрой Бенджамина Франклина. У неё было 9 братьев и сестёр. Её родители, Уильям Митчелл и Лидия Колеман Митчелл (William Mitchell, Lydia Coleman Mitchell), были квакерами. Мария родилась в обществе, необычном для того времени, в связи с равенством для женщин. Её родители, как и другие квакеры, ценили образование, и озаботились обеспечением её тем же образованием, что получали её братья. Среди прочего, религия квакеров учит о равенстве полов. В дополнение, Нантакет — порт, в котором жёны моряков оставались одни месяцами и даже годами, управляя делами, пока их мужья в море, что создавало атмосферу относительной независимости и равенства среди женщин, живших здесь. Впрочем, женщины Нантакета всё равно не имели избирательных и имущественных прав.
После окончания школы для маленьких Элизабет Гарденер (Elizabeth Gardener’s small school) Мария пошла в Северную школу грамматики, в которой её отец был первым директором. Два года она посещала эту школу, а потом её отец построил свою собственную школу на Ховард-стрит. Здесь она была и учеником, и ассистентом своего отца. Дома отец учил её астрономии, используя собственный телескоп. В 12 с половиной лет она помогала отцу в расчёте момента затмения.
Школа её отца была закрыта, после чего она пошла в Unitarian minister Cyrus Peirce’s school for young ladies. Позже она работала на Пейрсе в качестве ассистента, а в 1835 году она открыла собственную школу. Годом спустя она получила работу первого библиотекаря Читального зала Нантукета, где и проработала 18 лет.
1 октября 1847 года Мария открыла комету, используя телескоп. За несколько лет до этого Фредерик VI Датский учредил медаль за открытие каждой «телескопической кометы» (слишком незаметной, чтобы быть обнаруженной невооружённым глазом). Приз вручался первооткрывателю каждой такой кометы (стоит учесть, что кометы зачастую независимо открывались несколькими людьми). Она должным образом выиграла одну из этих медалей, и это дало ей всемирную известность, так как ранее единственной женщиной, обнаружившей комету, была Каролина Гершель.
Вокруг данной ситуации был спор, так как Франческо де Вико независимо открыл комету на два дня позднее, но раньше написал доклад об этом; но спор решился в пользу Марии. Приз был вручен ей в 1848 году новым королём.
В 1848 году Мария стала первой женщиной-членом Американской академии искусств и наук, в 1850 — Американской ассоциации содействия развитию науки, в 1869 году — одной из первых, избранных в Американское философское общество (на том же собрании были избраны Мэри Сомервилль и Элизабет Агассиз). Она работала, вычисляя таблицы положений Венеры, путешествовала по Европе с Натаниэлем Готорном и его семьёй.
В 1865 году она стала профессором астрономии в Колледже Вассар, став первым человеком, назначенным на факультет. Она также получила звание Директора обсерватории колледжа. После преподавания здесь, она узнала, что, несмотря на её репутацию и опыт, её зарплата была меньше, чем у многих молодых мужчин-профессоров. Она настояла на повышении зарплаты и получила его.
В 1842 году она покинула квакерскую веру и стала следовать унитарианским принципам. В знак протеста против рабства она прекратила носить хлопковую одежду. У неё были друзья среди суфражисток.
Мария умерла 28 июня 1889 года в Линне. Она была похоронена в Нантакете по адресу: Lot 411, Prospect Hill Cemetery.

## Память
- В её честь названы обсерватория в Нантукете и ассоциация, частью которой является эта обсерватория[8].
- Также в её честь был назван корабль времён Второй мировой войны — SS Maria Mitchell, и кратер на Луне.
- Существует музей Марии Митчелл; посмертно Мария была включена в Национальный зал славы женщин.